# West Silvertown (DLR)
West Silvertown (en anglais : West Silvertown DLR Station), est une station de la ligne de métro léger automatique Docklands Light Railway (DLR), en zone 3 Travelcard. Elle  est située sur le Nort Woolwich Road, à Silvertown dans le borough londonien de Newham sur le territoire du Grand Londres.

## Situation sur le réseau

Plan de la ligne du métro léger DLR.

Située en aérien, la station West Silvertown dispose d'une plateforme de passage, de la branche est (Canning Town - Woolwich Arsenal) de la ligne de métro léger Docklands Light Railway, elle est établie entre la station Canning Town (DLR), en direction de la station terminus Stratford International (DLR), et la station Pontoon Dock (DLR), en direction du terminus Woolwich Arsenal (DLR),. Elle est en zone 3 Travelcard.
La plateforme dispose de deux quais latéraux encadrant les deux voies, numérotées 1 et 2, de la ligne.

## Histoire
La station West Silvertown, est officiellement mise en service, lors de l'inauguration, par le ministre des transports Ken Livingstone et la maire de Londres Karen Buck, le 6 décembre 2005, de la prolongation de Canning Town (DLR) au nouveau terminus provisoire King George V (DLR) en passant par les deux autres nouvelles stations : Pontoon Dock (DLR) et London City Airport (DLR).
En 2016, la fréquentation de la station est de 2,068 millions d'utilisateurs.

## Services aux voyageurs

### Accès et accueil
L'entrée de la station est située sur la N Woolwich Road à proximité du Silvertown Way. Elle est accessible aux personnes à la mobilité réduite.

### Desserte
La station West Silvertown DLR est desservie par les rames des relations : Stratford International - Woolwich Arsenal et Bank - Woolwich Arsenal,.

Installations et desserte
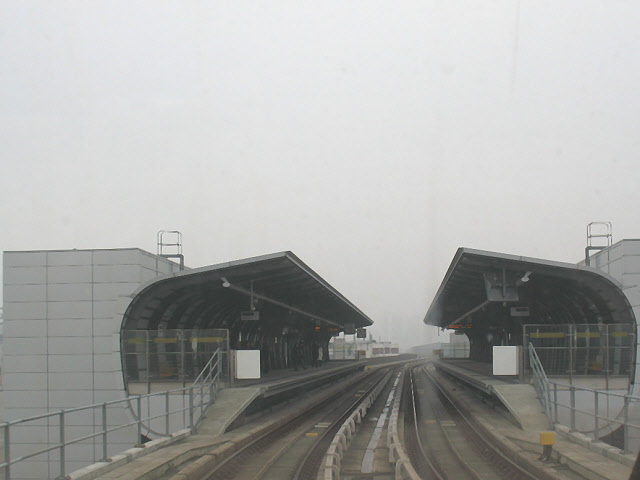
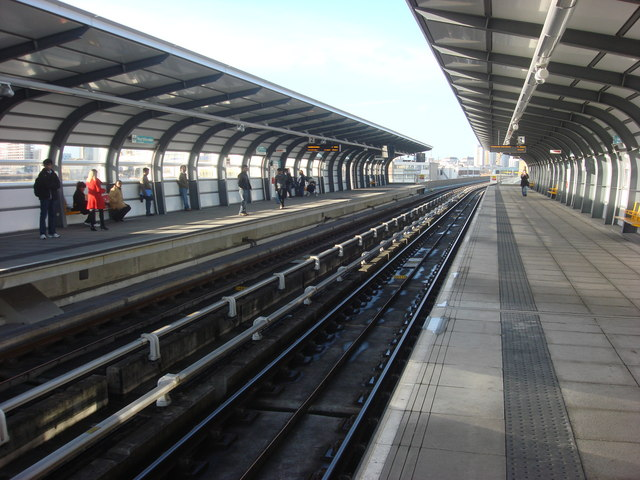
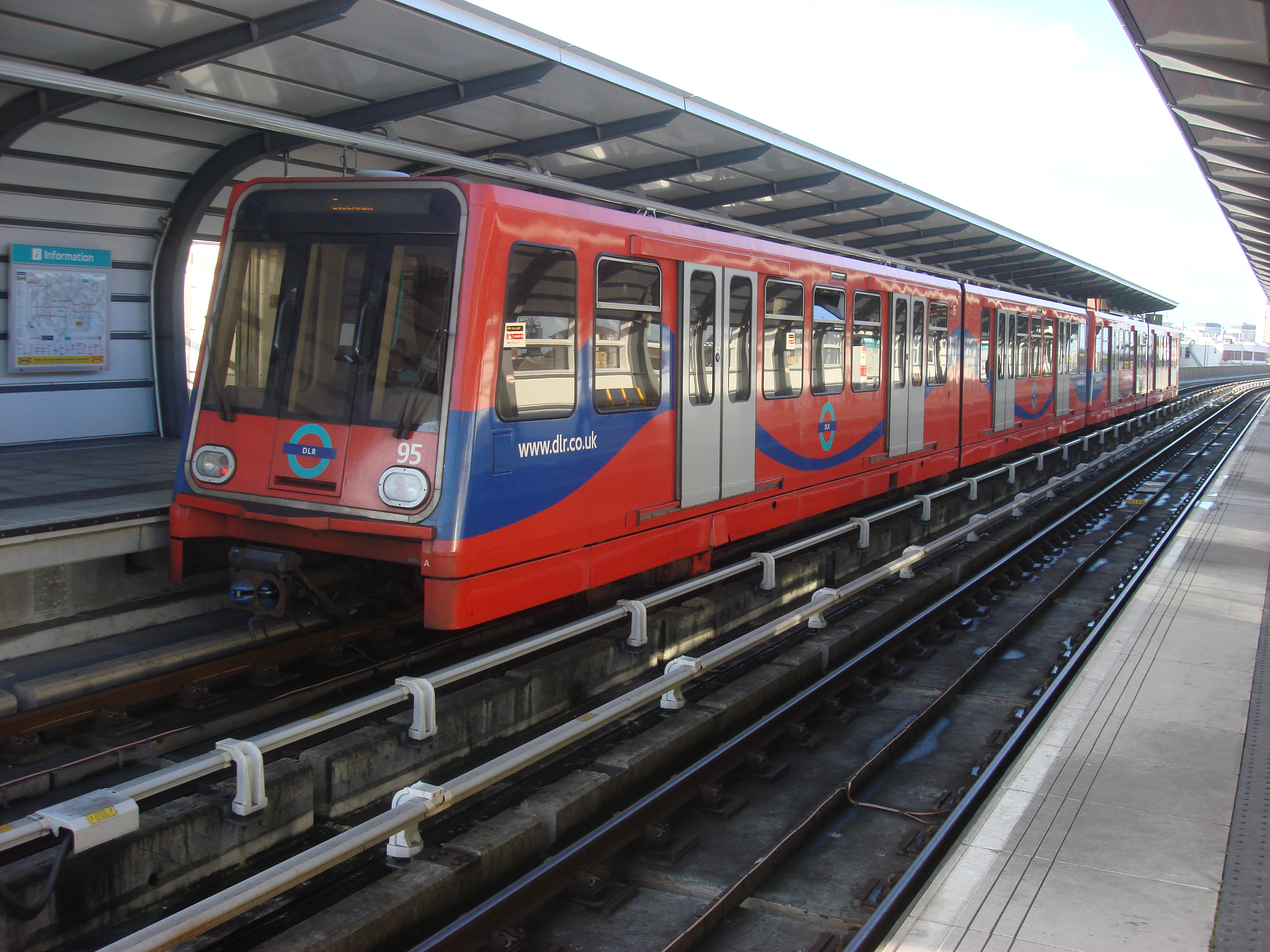

### Intermodalité
À proximité, un arrêt de bus est desservi par la ligne 474.

## À proximité
- Silvertown